# Eutrinita ferruginea
Eutrinita ferruginea är en fjärilsart som beskrevs av George Francis Hampson 1924. Eutrinita ferruginea ingår i släktet Eutrinita och familjen nattflyn. Inga underarter finns listade i Catalogue of Life.